# Villiam Granath
Villiam John Morgan Granath (14 settembre 1998) è un calciatore svedese, centrocampista dell'Halmstad.

## Biografia
È fratello minore di due calciatori professionisti: Viktor, di ruolo attaccante, e Gustav, di ruolo difensore.

## Carriera
È un prodotto del settore giovanile dello Skövde AIK, squadra in cui ha trascorso la prima parte della sua carriera senior. Il 2015, così come avvenuto anche per i suoi fratelli Viktor e Gustav, è stato l'anno del debutto di Villiam in prima squadra, la quale all'epoca militava nella quarta serie nazionale. Con la promozione ottenuta al termine della stagione 2016 si è concretizzata la salita in Division 1, denominazione di allora della terza serie nazionale. Villiam Granath ha continuato a militare in tale categoria fino a quando la squadra si è classificata seconda nel girone sud della Ettan 2021 conquistando la promozione in Superettan grazie all'esito positivo del doppio spareggio contro l'Akropolis. Quell'anno Villiam Granath ha contribuito con 8 reti in 30 presenze, oltre alle due gare di spareggio. Nel 2022 ha disputato il primo campionato di seconda serie della sua carriera, totalizzando 4 reti e 2 assist in 29 presenze che hanno contribuito al raggiungimento del quinto posto di squadra nella Superettan 2022. A fine torneo è stato ceduto, terminando dunque la parentesi di otto anni in prima squadra nei quali ha messo a segno complessivamente 30 reti in 180 partite di campionato.
Dal gennaio 2023, infatti, è diventato ufficialmente un giocatore dell'Halmstad, squadra neopromossa in Allsvenskan in cui ha ritrovato il fratello Viktor come compagno di squadra. La prima stagione di Villiam Granath nella massima serie svedese si è conclusa con 12 presenze, tutte dalla panchina, mentre nel corso dell'Allsvenskan 2024 ha trovato maggiore spazio con 29 presenze (di cui 21 da titolare) e tre reti.

## Palmarès

### Club

#### Competizioni nazionali
- Division 2: 1

Skövde AIK: 2016